# Демократичен фронт на Македония „Илинден 1903“
Демократичният фронт на Македония „Илинден 1903“ (на македонска литературна норма: Демократскиот Фронт на Македонија „Илинден 1903“) е тайна конспиративна организация в Народна Република Македония, която се противопоставя на новата югославска комунистическа македонистка власт след Втората световна война.
Целта на организаторите е отделянето на Македония от Югославия и равноправие на населяващите я народности, най-голямата, от които е българската.
Организацията е основана от Коста Хрисимов-Смилец, учител от Старчища, началник-щаб на Шеста македонска ударна бригада, д-р Илия Чулев, лекар от Кавадарци и д-р Димитър Златарев, юрист от Охрид, потомък на Наум Златарев. Те изработват печат с този надпис и започват организирането на българи с център в Битоля и разклонения в Скопие, Битоля, Велес, Щип, Охрид и Кавадарци. Организацията набавя и оръжие и се стреми да обхване и източната страна на Вардар.
До заседаващите в Лондон министри на външните работи на СССР, САЩ и Великобритания.
Ваши Превъзходителства,
Заглъхна зловещият вой на войната, която повече от четири години разтърсваше света. Огромни са материалните щети, които нанесе тя. С цената на милиони човешки жертви свободолюбивото човечество успя да сложи край на това безумие. Настъпва нова ера, ерата на мир, разбирателство и културно съревнование между народите.
Борбата за свобода и национална независимост, която водиха много народи, се увенча или ще се увенчае с успех и за тях. Но остават още много нерешени въпроси от социален, икономически и национален характер, които чкат своето разрешение.
Един такъв нерешен въпрос е известният на всички МАКЕДОНСКИ ВЪПРОС.
Намираща се в сърцето на Балканския полуостров на важен кръстопът, Македония от край време е изпитвала върху си нашествията на много чужди хищници, придружени със страдания и опити за асимилация.
Населена главно с българи, Македония е страдала, теглила заедно с целокупния български народ. Всеки поробител се е стараел да заличи, да унищожи всичко онова, което е свързано и напомня за българския характер и принадлежност на македонското население. И гърци, и турци векове наред са унищожавали културното наследство на старите българи. А то е огромно. Достатъчно е да споменем думите на Георги Димитров на Лайпцигския процес: „Когато в България се развиваше богата книжнина, вашите царе са подписвали с палците си!“ Та нали от Солун са създателите на славянобългарската азбука? Когато в Западна Европа неграмотността бе всеобща, в Охрид съществуваше първият славянски университет – училището на Климент Охридски.
Възраждането на българския народ през тежкото петвековно турско робство започва пак оттук, от Македония.
Всеки камък, всяко дърво, полянка, изворче напомня за българщина. Но грешките на българската дипломация или стратегическото положение на нашата родина са носели и носят нещастие на народа ни.
Ваши Превъзходителства,
След разпокъсването на България след 1878 година в Берлин, Македония бе върната на Турция. С това бе продължено робството на нашия народ, което под една или друга форма продължава.
Македонският народ пред очите на културна Европа е разделен на три части, в двете от които (в Гърция и Югославия) се провежда с пълна пара денационализация на българите.
Македонският народ, който неведнъж е въставал против своите поробители, народът, който даде писмеността на цялото славянство, който даде първите борци за социална правда – богомилите, днес пак пъшка под тежко робство. Потоци бежанци напускат родните си места, бягайки от озверените гърци. Много от тях останаха в България, а други тук – във Вардарска Македония. Но в Гърция ги клаха, а тук променят народността им.
Белград – това гнездо на престъпници, измисли нова форма на владичество. Създаде някаква си „народна“ република Македония, като провъзгласи българите за „македонци" по националност. Смени се само формата, а целта си остана същата – бавно, но сигурно сърбизиране на македонския народ.
Затворите са пълни с българи. Няма населено място, в което, не е извършено убийство, а във Велес, Куманово и много други места и масови убийста – извършени по най-зверски начин. Мъченията в затворите са средновековни.
Всички сърби, сърбомани и гъркомани са съюзени против българщината. Ако македонец се чувства българин, е престъпник, а сърбин може да се чувства свободно и да се зарегистрира официално като такъв, защото той не е за „цепене“, т.е. разпокъсване на Югославия.
Македонският народ десетилетия вече наред се бори за своето обединение и обособяване като отделна държава. Титовото разрешение на македонския въпрос не разрешение на същия, защото никой честен македонски патриот не се е борил за такава Македония.
Македония е една и има повърхност около 60 000 km.
Единственото разрешение на македонския въпрос е: Независима Македония в своите географски граници.
Ваши Превъзходителства,
От името на македонския народ, в интерес на мира на Балканите, ние, група членове от ръководството на партията Демократически фронт на Македония „Илинден – 1903 г.“, молим да осведомите Вашите правителства за желанието на македонския народ, който има право на свобода и независимост. Ние сме съгласни и на международна анкета, която ще се увери, че Македония може да бъде Швейцария на Балкните и обединително звено на балканските народи. В противен случай нашият народ ще продължи да да се бори дотогава, докато осъществим своя идеал.
Скопие, октомври
1945 година
Константин Хрисимов – Смилец
Д-р Илия Чулев
Д-р Димитър Златарев
Стефан Ан. Кузманов
Коста П. Динев
През септември 1945 година се изпраща меморандум до Съюзниците, в който се иска да се даде правото за създаване на независима македонска държава и равни права на всички народности в нея, най-многобройната от които е българската, подписан от Коста Хрисимов, д-р Илия Чулев, д-р Димитър Златарев, инж. Стефан Кузманов и Коста Динев – юрист. Основен автор на меморандума е Хрисимов, д-р Златарев го превежда на френски и го връчва на чуждестранните дипломати.
Организацията е провалена от един от членовете си, чийто син е комунист и е бил партизанин. Властта залавя списък, съхраняван за отчетност. На 20 октомври организаторите са арестувани, но поради твърдостта им, провалът е ограничен.
Арести на членове на организацията има и в Битоля, Велес, Кавадарци, Гевгели, Струмица и други. Пред специлен съвет на Върховния съд в Скопие на 21 февруари 1946 година за „обида на македонската чест“ застават 11 души:
| Номер | Име                  | От                          | Професия                     | Години присъда |
| ----- | -------------------- | --------------------------- | ---------------------------- | -------------- |
| 1     | Константин Хрисимов  | Старчища                    | учител, партизански командир | 20             |
| 2     | д-р Илия Чулев       | Кавадарци                   | лекар, партизанин            | 10             |
| 3     | д-р Димитър Златарев | Охрид                       | юрист                        | 14             |
| 4     | Стефан Кузманов      | Битоля                      | чиновник                     | 15             |
| 5     | Коста Динев          | Саракиново, жител на Битоля | чиновник                     | 6              |
| 6     | Петър Ташулов        | Неготино, жител на Скопие   | чиновник                     | 4              |
| 7     | инж. Кирил Пецаков   | Битоля                      | агроном                      | 3              |
| 8     | Атанас Анев          | Битоля                      | чиновник                     | 2              |
| 9     | Серафим Лазаров      | Битоля                      | земеделец                    |                |
| 10    | Методий Светиев      | Битоля                      | обущар                       | 1              |
| 11    | Лука Секулов         | Битоля                      | обущар                       | 1              |

Обвинени са от прокурора Никола Вражалски, че „се опитаха да организират и възстановят на територията на Македония зловещата терористична организация на Ванчо Михайлов“, като целта им била създаване на терористична организация с чети. Подсъдимите заявяват, че целта им била обединение на трите части на Македония. Защитникът на Хрисимов, който е сърбин, заявява, че подсъдимият се чувства българин, действал е като такъв и затова никой не може да бъде съден. На обвинението, че е действано под влияние на македонската емиграция в САЩ и Канада Хрисимов отговаря, че организацията им е самородна, и че приликата с меморандума на емиграцията и с този на Атанас Лозанчев до Лондонската конференция, с искане за Независима Македония, се дължи на единството на истината за Македония и на единството на историческите факти и извори. Хрисимов заявява: „Нищо ново не сме измислили. Ние вървим по пътя на ония, които се бореха и мряха за правото дело на Македония“.
Вражалски иска смъртна присъда за първите четирима организатори. Преди четенето на присъдите обаче в съда пристига писмо, вероятно от чуждестранните представители, и съдът осъжда Хрисимов на 20, Кузманов на 15, Златарев на 14, Чулев на 10, Динев на 6, Ташулов на 4, Пецаков на 3, Анев на 2 и Светиев и Секулов но по на 1 година строг тъмничен затвор. Чулев умира в затвора, Хрисимов губи единият си крак, Златрев умира от мъченията след освобождението си.